# 127005 Pratchett
127005 Pratchett è un asteroide della fascia principale. Scoperto nel 2002, presenta un'orbita caratterizzata da un semiasse maggiore pari a 2,3591445 UA e da un'eccentricità di 0,2041047, inclinata di 7,27960° rispetto all'eclittica. È stato battezzato in onore dello scrittore fantasy Terry Pratchett.